# 박은선 (조각가)
박은선(Park Eun Sun, 1965년 ~ )은 대한민국의 조형예술가(조각가)다. 경희대학교에서 조소를 전공하고 이탈리아 카라라 예술국립아카데미를 졸업했다. 대리석 산지로 유명한 이탈리아 피에트라산타에서 23년째 활동하고 있으며, ‘추상적 동양미’가 돋보이는 조각가로 평가 받고 있다.

## 수상
- 제 9회 세계한인의 날 유공포상자 국민훈장 석류장[1]
- 2009년 제 21회 선미술상[2]

## 전시

### 개인전 (최근 3년)
- 2015~2017 피사국제공항 야외조각전 / 피사국제공항 / 이탈리아
- 2015	Citta di Forte dei Marmi /	이탈리아
- 2015	Villa Ghirlanda. Cinisello / 밀라노 / 이탈리아
- 2015	Forte di Bard 미술관 / Bard, 아오스타 / 이탈리아
- 2015	Art center Materima, Studio Copernico, Casalbeltrame / 노바라 / 이탈리아
- 2015	Altes Bad Pfäfers	Bad Ragaz / 스위스
- 2015	Mark Peet Visser 화랑 / Heusden / 네덜란드
- 2014	Mercati di Traiano .Fori Imperiali 미술관 / 로마 / 이탈리아
- 2014	Lacke&Farben화랑 / 베를린 / 독일
- 2014	Le Musée galeria d’art -La Villa Boesch / ATLANTIA, 라바울 / 프랑스
- 2014	도시야외조각전 / 라바울 / 프랑스
- 2013	도시야외조각전 / 루가노 / 스위스
- 2013	호텔 Principe Leopoldo 전시 / 호텔 Principe Leopoldo / 스위스
- 2013	Urbengsschlass갤러리 / Hesperange / 룩셈부르크
- 2013	'La comune de Hesperange' 공원	 / Hesperange / 룩셈부르크
- 2013	Materima, Studio copernico / 카사벨트라메(노바라) / 이탈리아

### 단체전 (최근 3년)
- 2015	BARCU 국제아트페어 / 보고타 / 콜롬비아
- 2015	트리엔날레, Bad Ragaz,Vaduz / 리히텐쉬타인 / 스위스
- 2015	FIA 국제아트페어	 / 카라카스 / 베네수엘라
- 2015	KIAF 국제아트페어 / 서울 / 한국
- 2014~2015	Michelangelo e La Versilia, 이탈리아문화원 / 뉴욕 / 미국
- 2014	ART STAGE / 싱가폴 / 싱가포르
- 2014	KIAF, 13th 국제아트페어 / 서울 / 한국
- 2013	국제조각전, Ocean Reef Islands, Panama City, Luz Botero 화랑 / 파나마
- 2013	서울 아트쇼 2013 / 서울 / 한국
- 2013	KIAF/13, 12th 국제아트페어 / 서울 / 한국
- 2013	베를린 아트페어, BERLINER LISTE2013 / 베를린 / 독일
- 2013	The First Biennial of the South in Panama 2013, “Summoning Worlds” / 파나마
- 2013	‘Korea sculpture FESTVAL'	/ 피렌체 / 이탈리아
- 2013	한국의 추상작품전, 선화랑 / 서울 / 한국

## 공공기관 소장

### 국내
- 경기도 성역화유적지 조각공원, 경기도
- 태조산 조각공원, 천안
- 월드컵경기장, 수원
- 국립현대미술관, 과천/서울
- 서울시립미술관, 서울
- 한강여주보, 경기도

### 해외
- Byblos Art Hotel Villa Amist'a, 베로나, 이탈리아
- Royal Caribbean Cruise(Votage of the Seas), 마이애미, 미국
- Radiance, 마이애미, 미국
- BALLI BALLI srl, 밀라노,
- 이탈리아 폰타나 srl, 밀라노, 이탈리아
- 취리히 국립대학, 스위스
- 모형 미술관, 피에트라산타, 이탈리아
- GUNA 제약, 밀라노, 이탈리아

## 참고 자료
- KBS 글로벌성공시대_제98회 이탈리아가 사랑한 조각가, 박은선(2013년 6월 15일)
- 이탈리아서 활동 조각가 박은선 "여백의 미 통해" (연합뉴스 2015년 9월 7일)
- 박은선 조각작품 伊피사국제공항에 전시 (뉴시스 2015년 9월 8일)
- 이탈리아 대리석에 빠져 22년, 메디치家 정원에 초대받다 (한국일보 2015년 9월 8일)
- '이탈리아 장인'이 인정한 동양의 남자 '박은선' 보관됨 2015-10-03 - 웨이백 머신 (이데일리 2015년 9월 14일)
- 대리석에 담은 동양의 美… 피렌체 메디치 궁서 초대 (서울신문 2015년 9월 16일)
- 伊피사 공항서 만난 ‘박은선 초대전’ 유럽 곳곳 전시회… ‘미술 한류의 힘’ (문화일보 2015년 7월 27일)
- 이탈리아 피사공항서 ‘2년간 전시’하는 조각가 박은선씨 “대리석 결 따라 숨통 틔운 작품, 유럽인 마음 뺏었죠” (경향신문 2015년 9월 9일)
- 틀 깨고 틈 벌려 꿈 조각 (서울신문 2015년 5월 26일)
- 김종덕 장관 "이탈리아와 문화교류 확대" 보관됨 2015-10-03 - 웨이백 머신 (이데일리 2014년 10월 21일)
- <포토>국립현대미술관 서울관에 설치된 억(億) 대 박은선 조각품 (CNB뉴스 2014년 7월 15일)
- 조각가 박은선,이탈리아 활동 20주년전 성황리 개막 (헤럴드POP 2012년 7월 19일)